# Paralelo 77 S
O Paralelo 77S é um paralelo no 77° grau a sul do plano equatorial terrestre.

## Dimensões
Conforme o sistema geodésico WGS 84, no nível de latitude 77° S, um grau de longitude equivale a 25,12 km; a extensão total do paralelo é portanto 9.044 km, cerca de 22,5 % da extensão do Equador, da qual esse paralelo dista 8.550 km, distando 1.452 km do polo sul.

## Cruzamentos
O paralelo 77 S cruza terra firme da Antártica por três quartos de sua extensão, em 5 trechos de terra, que incluem a massa continental Antártica, mais o Arquipélago Marshall e a Ilha Przybyszewski. Passa, em um quarto de sua extensão, pelos mares de Weddell e de Ross no oeste e em outros trechos do Oceano Antártico.